# Campeón de Campeones
El Campeón de Campeones es un torneo de fútbol que se disputa entre clubes mexicanos que se inició en 1942. Hasta 1995 enfrentaba a aquellos equipos que resultaran Campeones de Liga y Campeones de Copa. A partir del 2003 se enfrentan los dos campeones de los torneos cortos del ciclo futbolístico anual (Apertura y Clausura).

## Historia
El trofeo original fue donado en 1942 por el presidente de la república Manuel Ávila Camacho y se disputó por primera vez el 4 de octubre de ese mismo año, con el partido España- Atlante, ganado por los segundos.
En su formato tradicional, este partido era el encargado de cerrar la denominada «Temporada del Fútbol Mexicano», la cual estaba compuesta por el torneo de Liga y el de Copa. Con excepción de las ediciones de 1968 y 1988, el trofeo siempre se disputó a partido único, realizado en la Ciudad de México.
Al equipo que ganaba el doblete, Liga y Copa se le denominaba Campeonísimo y se le entregaba automáticamente el trofeo, situación que solo ocurrió 5 veces en la historia, León en 1949, Cruz Azul en 1969, Guadalajara en 1970, Puebla en 1990 y Necaxa en 1995.
Con finalización de la disputa del torneo de Copa en 1976, este también desaparece; volviéndose a disputar a partir de 1987-88 con el regreso del certamen copero, sin embargo empieza a disputarse con irregularidad, manteniendo esta inercia hasta mediados de los años 1990. A pesar de que el partido era aún considerado parte de la competencia oficial, en muchas ocasiones los equipos no llegaban a un acuerdo para disputarlo o simplemente no se calendarizaba.
En 1996, la primera división tomó la decisión de dividir su año de competencia en dos torneos cortos. El formato entró en vigor con el inicio de la temporada 1996-97 y la Copa México dejó de jugarse esa misma temporada. Ambos factores orillaron a que ésta competición dejara de jugarse.
En el 2003, el torneo regresa sufriendo cambios en el formato, se optó por enfrentar a los dos campeones de los torneos cortos del ciclo futbolístico anual (Apertura y Clausura). Sin embargo, problemas de calendarización provocaron nuevamente su suspensión desde la edición 2006-07, esto claro, solo en la práctica, ya que la serie por el título aún estaba contemplada en el reglamento de competencia vigente. 
En 2015 se restableció este torneo, nuevamente jugado a partido único, pero ahora con sede en Estados Unidos. A partir de 2018 el ganador de este torneo disputa la Campeones Cup contra el campeón de la Major League Soccer, para definir al mejor equipo de Norteamérica.

## Sistema de competencia
Los clubes triunfadores del torneo Apertura y Clausura podrán disputar el título de Campeón de Campeones de la Liga MX. Dicho título se disputará a un solo partido, de 90 minutos, y en caso de empate se realizará una serie de tiros penales, de conformidad con lo dispuesto en el reglamento, hasta obtener un ganador. La Liga MX establecerá la fecha, hora y lugar del encuentro, lo cual será informado a los clubes participantes con la debida antelación al evento. La Comisión Disciplinaria de la FMF, será el órgano facultado para sancionar cualquier violación al presente ordenamiento, conforme al reglamento de sanciones, y las demás disposiciones que resultara aplicables. Debido al momento en que se celebra el partido de Campeón de Campeones, las sanciones deportivas y/o económicas impuestas por las faltas cometidas por los jugadores e integrantes del cuerpo técnico de los clubes participantes, deberán cumplirse en el primer partido de la Temporada siguiente.
En caso de que un equipo gane tanto el apertura y el clausura ganará el título de forma automática.

## Historial

### Campeones de torneos largos
| Temporada | Campeón                     | Resultado     | Subcampeón            | D.T. Campeón          | Sede final                     | Nota(s)                                  |
| --------- | --------------------------- | ------------- | --------------------- | --------------------- | ------------------------------ | ---------------------------------------- |
| 1941-42   | (C) C. F. Atlante           | 5-4           | (L) R. C. España      | Luis Grocz            | Parque España                  | Época amateur                            |
| 1942-43   | (L) C. D. Marte             | 1-0           | (C) U. D. Moctezuma   | José Gómez            | Parque Asturias                | Inicio de la época profesional           |
| 1943-44   | (C) R. C. España            | 5-3           | (L) C. F. Asturias    | Rodolfo Butch Muñoz   | Parque Asturias                |                                          |
| 1944-45   | (L) R. C. España            | 3-0           | (C) C. Puebla         | Rodolfo Butch Muñoz   | Parque Asturias                |                                          |
| 1945-46   | (C) Atlas F. C.             | 3-2           | (L) C. D. Veracruz    | Eduardo Valdatti      | Parque Asturias                |                                          |
| 1946-47   | (C) U. D. Moctezuma         | 3-0           | (L) C. F. Atlante     | Julio Kaiser          | Ciudad de los Deportes         |                                          |
| 1947-48   | (L) C. León                 | 1-0           | (C) C. D. Veracruz    | José María Casullo    | Ciudad de los Deportes         |                                          |
| 1948-49   | (L)(C) C. León              | —             | —                     | José María Casullo    | —                              | Trofeo otorgado al ganar Liga y Copa     |
| 1949-50   | (C) Atlas F. C.             | 3-1           | (L) C. D. Veracruz    | Eduardo Valdatti      | Ciudad de los Deportes         |                                          |
| 1950-51   | (L) Atlas F. C.             | 1-0           | (C) C. F. Atlante     | Eduardo Valdatti      | Ciudad de los Deportes         |                                          |
| 1951-52   | (C) C. F. Atlante           | 1-0           | (L) C. León           | Gregorio Blasco       | Ciudad de los Deportes         |                                          |
| 1952-53   | (L) C. D. Tampico           | 3-0           | (C) C. Puebla         | Joaquín Urquiaga      | Ciudad de los Deportes         |                                          |
| 1953-54   | (L) C. D. Marte             | 1-0           | (C) C. América        | Ignacio Trelles       | Ciudad de los Deportes         |                                          |
| 1954-55   | (C) C. América              | 3-2           | (L) C. A. Zacatepec   | Octavio Vial          | Ciudad de los Deportes         |                                          |
| 1955-56   | (L) C. León                 | 2-1           | (C) C. D. Toluca      | Antonio López Herranz | Ciudad de los Deportes         |                                          |
| 1956-57   | (L) C. D. Guadalajara       | 2-1           | (C) C. A. Zacatepec   | Donaldo Ross          | Ciudad de los Deportes         |                                          |
| 1957-58   | (L) C. A. Zacatepec         | 1-0           | (C) C. León           | Ignacio Trelles       | Ciudad de los Deportes         |                                          |
| 1958-59   | (L) C. D. Guadalajara       | 2-1           | (C) C. A. Zacatepec   | Arpad Fekete          | Ciudad de los Deportes         |                                          |
| 1959-60   | (L) C. D. Guadalajara       | 2-2 (10-9 p.) | (C) C. Necaxa         | Javier de la Torre    | Olímpico Universitario         |                                          |
| 1960-61   | (L) C. D. Guadalajara       | 1-0           | (C) C. D. Tampico     | Jesús Ponce           | Olímpico Universitario         |                                          |
| 1961-62   | (C) Atlas F. C.             | 2-0           | (L) C. D. Guadalajara | José Carlos Bauer     | Olímpico Universitario         |                                          |
| 1962-63   | (L) C. D. Oro               | 3-1           | (C) C. D. Guadalajara | Arpad Fekete          | Olímpico Universitario         |                                          |
| 1963-64   | (L) C. D. Guadalajara       | 2-0           | (C) C. América        | Javier de la Torre    | Olímpico Universitario         |                                          |
| 1964-65   | (L) C. D. Guadalajara       | 2-1           | (C) C. América        | Javier de la Torre    | Olímpico Universitario         |                                          |
| 1965-66   | (C) C. Necaxa               | 2-0           | (L) C. América        | Miguel Marin          | Olímpico Universitario         |                                          |
| 1966-67   | (L) C. D. Toluca            | 1-0           | (C) C. León           | Ignacio Trelles       | Azteca                         |                                          |
| 1967-68   | (L) C. D. Toluca            | 3-1 / 0-1     | (C) Atlas F. C.       | Ignacio Trelles       | Luis Gutiérrez Dosal / Jalisco | Primera edición disputada a dos partidos |
| 1968-69   | (L)(C) C. D. Cruz Azul      | —             | —                     | Raúl Cárdenas         | —                              | Trofeo otorgado al ganar Liga y Copa     |
| 1969-70   | (L)(C) C. D. Guadalajara    | —             | —                     | Jesús Ponce           | —                              | Trofeo otorgado al ganar Liga y Copa     |
| 1970-71   | (C) C. León                 | 1-0           | (L) C. América        | Antonio Carbajal      | Azteca                         |                                          |
| 1971-72   | (C) C. León                 | 0-0 (3-2 p.)  | (L) C. D. Cruz Azul   | Antonio Carbajal      | Azteca                         |                                          |
| 1972-73   | No se disputó               | No se disputó | No se disputó         | No se disputó         | No se disputó                  | No se disputó                            |
| 1973-74   | (L) C. D. Cruz Azul         | 2-1           | (C) C. América        | Raúl Cárdenas         | Azteca                         |                                          |
| 1974-75   | (C) C. Universidad Nacional | 1-0           | (L) C. D. Toluca      | Jorge Marik           | Olímpico Universitario         |                                          |
| 1975-76   | (L) C. América              | 2-0           | (C) Tigres de la UANL | Raúl Cárdenas         | Azteca                         |                                          |
| 1977-87   | No se disputó               | No se disputó | No se disputó         | No se disputó         | No se disputó                  | No se disputó                            |
| 1987-88   | (L) C. América              | 1-2 / 2-0     | (C) C. Puebla         | Jorge Vieira          | Cuauhtémoc / Azteca            |                                          |
| 1988-89   | (L) C. América              | 2-1           | (C) C. D. Toluca      | Jorge Vieira          | Azteca                         |                                          |
| 1989-90   | (L)(C) C. Puebla            | —             | —                     | Manuel Lapuente       | —                              | Trofeo otorgado al ganar Liga y Copa     |
| 1991-94   | No se disputó               | No se disputó | No se disputó         | No se disputó         | No se disputó                  | No se disputó                            |
| 1994-95   | (L)(C) C. Necaxa            | —             | —                     | Manuel Lapuente       | —                              | Trofeo otorgado al ganar Liga y Copa     |
| 1995-2002 | No se disputó               | No se disputó | No se disputó         | No se disputó         | No se disputó                  | No se disputó                            |

Leyenda: (L)= Accede como campeón de Liga; (C)= Accede como campeón de Copa.

### Campeones de torneos cortos
| Temporada | Campeón                                            | Resultado                                          | Subcampeón                                         | D.T. Campeón                                       | Sede final                                         | Nota(s)                                                  |
| --------- | -------------------------------------------------- | -------------------------------------------------- | -------------------------------------------------- | -------------------------------------------------- | -------------------------------------------------- | -------------------------------------------------------- |
| 2002-03   | (A) C. D. Toluca                                   | 1-1 (4-2 pen.)                                     | (C) C. F. Monterrey                                | Ricardo Ferretti                                   | Azteca                                             |                                                          |
| 2003-04   | (C) C. Universidad Nacional                        | 1-2 / 6-1                                          | (A) C. F. Pachuca                                  | Hugo Sánchez                                       | Hidalgo / Olímpico Universitario                   |                                                          |
| 2004-05   | (C) C. América                                     | 0-0 / 2-1                                          | (A) C. Universidad Nacional                        | Mario Carrillo                                     | Olímpico Universitario / Azteca                    |                                                          |
| 2005-06   | (A) C. D. Toluca                                   | 1-0 / 1-0                                          | (C) C. F. Pachuca                                  | Américo Gallego                                    | Hidalgo / Nemesio Díez                             |                                                          |
| 2006-14   | No se disputó                                      | No se disputó                                      | No se disputó                                      | No se disputó                                      | No se disputó                                      | No se disputó                                            |
| 2014-15   | (C) C. Santos Laguna                               | 1-0                                                | (A) C. América                                     | Pedro Caixinha                                     | Toyota                                             | Primera edición disputada en Estados Unidos              |
| 2015-16   | (A) Tigres de la UANL                              | 1-0                                                | (C) C. F. Pachuca                                  | Ricardo Ferretti                                   | StubHub Center                                     |                                                          |
| 2016-17   | (A) Tigres de la UANL                              | 1-0                                                | (C) C. D. Guadalajara                              | Ricardo Ferretti                                   | StubHub Center                                     |                                                          |
| 2017-18   | (A) Tigres de la UANL                              | 4-0                                                | (C) C. Santos Laguna                               | Ricardo Ferretti                                   | StubHub Center                                     |                                                          |
| 2018-19   | (A) C. América                                     | 0-0 (6-5 pen.)                                     | (C) Tigres de la UANL                              | Miguel Herrera                                     | Dignity Health Sports Park                         |                                                          |
| 2019-20   | Torneo cancelado debido a la pandemia de COVID-19. | Torneo cancelado debido a la pandemia de COVID-19. | Torneo cancelado debido a la pandemia de COVID-19. | Torneo cancelado debido a la pandemia de COVID-19. | Torneo cancelado debido a la pandemia de COVID-19. | Torneo cancelado debido a la pandemia de COVID-19.       |
| 2020-21   | (C) C. D. Cruz Azul                                | 2-1                                                | (A) C. León                                        | Juan Reynoso                                       | Dignity Health Sports Park                         |                                                          |
| 2021-22   | (A)(C) Atlas F. C.                                 | —                                                  | —                                                  | Diego Cocca                                        |                                                    | Trofeo otorgado al ganar los torneos Apertura y Clausura |
| 2022-23   | (C) Tigres de la UANL                              | 2-1                                                | (A) C. F. Pachuca                                  | Robert Dante Siboldi                               | Dignity Health Sports Park                         |                                                          |
| 2023-24   | (A)(C) C. América                                  | —                                                  | —                                                  | André Jardine                                      |                                                    | Trofeo otorgado al ganar los torneos Apertura y Clausura |
| 2024-25   | (C) C. D. Toluca                                   | 3-1                                                | (A) C. América                                     | Antonio Mohamed                                    | Dignity Health Sports Park                         |                                                          |

Leyenda: (A)= Accede como campeón del torneo Apertura; (C)= Accede como campeón del torneo Clausura.

## Palmarés
Palmarés de los equipos a partir de la época profesional.
| Club                    | Títulos | Subtítulos | Años de los campeonatos                                       | Años de los subcampeonatos                                             |
| ----------------------- | ------- | ---------- | ------------------------------------------------------------- | ---------------------------------------------------------------------- |
| C. América              | 7       | 8          | 1954-55, 1975-76, 1987-88, 1988-89, 2004-05, 2018-19, 2023-24 | 1953-54, 1963-64, 1964-65, 1965-66, 1970-71, 1973-74, 2014-15, 2024-25 |
| C. D. Guadalajara       | 7       | 3          | 1956-57, 1958-59, 1959-60, 1960-61, 1963-64, 1964-65, 1969-70 | 1961-62, 1962-63, 2016-17                                              |
| C. León                 | 5       | 4          | 1947-48, 1948-49, 1955-56, 1970-71, 1971-72                   | 1951-52, 1957-58, 1966-67, 2020-21                                     |
| C. D. Toluca            | 5       | 3          | 1966-67, 1967-68, 2002-03, 2005-06, 2024-25                   | 1955-56, 1974-75, 1988-89                                              |
| Atlas F. C.             | 5       | 1          | 1945-46, 1949-50, 1950-51, 1961-62, 2021-22                   | 1967-68                                                                |
| Tigres de la UANL       | 4       | 2          | 2015-16, 2016-17, 2017-18, 2022-23                            | 1975-76, 2018-19                                                       |
| C. D. Cruz Azul         | 3       | 1          | 1968-69, 1973-74, 2020-21                                     | 1971-72                                                                |
| C. Necaxa               | 2       | 1          | 1965-66, 1994-95                                              | 1959-60                                                                |
| C. Universidad Nacional | 2       | 1          | 1974-75, 2003-04                                              | 2004-05                                                                |
| R. C. España            | 2       | –          | 1943-44, 1944-45                                              | –                                                                      |
| C. Puebla               | 1       | 3          | 1989-90                                                       | 1944-45, 1952-53, 1987-88                                              |
| C. A. Zacatepec         | 1       | 3          | 1957-58                                                       | 1954-55, 1956-57, 1958-59                                              |
| C. F. Atlante           | 1       | 2          | 1951-52                                                       | 1946-47, 1950-51                                                       |
| C. D. Tampico           | 1       | 1          | 1952-53                                                       | 1960-61                                                                |
| C. Santos Laguna        | 1       | 1          | 2014-15                                                       | 2017-18                                                                |
| U. D. Moctezuma         | 1       | –          | 1946-47                                                       | –                                                                      |
| C. D. Marte             | 1       | –          | 1953-54                                                       | –                                                                      |
| C. D. Oro               | 1       | –          | 1962-63                                                       | –                                                                      |
| C. F. Pachuca           | –       | 4          | –                                                             | 2003-04, 2005-06, 2015-16, 2022-23                                     |
| C. D. Veracruz          | –       | 3          | –                                                             | 1945-46, 1947-48, 1949-50                                              |
| C. F. Asturias          | –       | 1          | –                                                             | 1943-44                                                                |
| C. F. Monterrey         | –       | 1          | –                                                             | 2002-03                                                                |

## Estadísticas

### Participaciones de clubes
Se enumeran los equipos que han participado en más ediciones a partir de la época profesional (No se incluyen como participaciones a quienes lograron el título de forma automática).
| Pos | Club                    | Participaciones |
| --- | ----------------------- | --------------- |
| 1   | C. América              | 13              |
| 2   | C. D. Guadalajara       | 10              |
| 3   | C. León                 | 9               |
| 4   | C. D. Toluca            | 7               |
| 5   | Tigres de la UANL       | 6               |
| 6   | Atlas F. C.             | 6               |
| 7   | C. Puebla               | 4               |
| 8   | C. A. Zacatepec         | 4               |
| 9   | C. D. Cruz Azul         | 4               |
| 10  | C. F. Pachuca           | 4               |
| 11  | C. F. Atlante           | 3               |
| 12  | C. Necaxa               | 3               |
| 13  | C. D. Veracruz          | 3               |
| 14  | C. Universidad Nacional | 3               |
| 15  | R. C. España            | 2               |
| 16  | C. D. Tampico           | 2               |
| 17  | C. Santos Laguna        | 2               |
| 18  | C. D. Marte             | 2               |
| 19  | U. D. Moctezuma         | 2               |
| 20  | C. F. Asturias          | 1               |
| 21  | C. D. Oro               | 1               |
| 22  | C. F. Monterrey         | 1               |